# Saccopteryx bilineata
Saccopteryx bilineata (Temminck, 1838) è un pipistrello della famiglia degli Emballonuridi diffuso nel Continente americano.

## Descrizione

### Dimensioni
Pipistrello di piccole dimensioni, con la lunghezza della testa e del corpo tra 47 e 56 mm, la lunghezza dell'avambraccio tra 44 e 48 mm, la lunghezza della coda tra 16 e 23 mm, la lunghezza del piede tra 10 e 12 mm, la lunghezza delle orecchie tra 13 e 17 mm e un peso fino a 9 g.

### Aspetto
La pelliccia è soffice, densa e si estende sulle membrane alari fino all'altezza dei gomiti e delle ginocchia. Le parti dorsali sono nerastre, con due strisce giallo-brunastre ben visibili che si estendono dalle spalle fino alla groppa, mentre le parti ventrali sono grigie scure. Il muso è appuntito, con il labbro superiore che si estende leggermente oltre quello inferiore, le narici sono ravvicinate, si aprono frontalmente e sono separate da un solco verticale. Gli occhi sono relativamente grandi. Le orecchie sono corte, strette, ben separate tra loro, arrotondate, rivolte all'indietro e con una concavità sul bordo esterno appena sotto l'estremità arrotondata. Il trago è stretto, diritto, con l'estremità arrotondata e un piccolo lobo triangolare alla base posteriore. Le membrane alari sono bruno-nerastre e attaccate posteriormente sulle caviglie. È presente una sacca ghiandolare tra l'avambraccio è il primo metacarpo con l'apertura anteriore, ben sviluppata nei maschi, più rudimentale nelle femmine. La coda è lunga e fuoriesce dall'uropatagio a circa metà della sua lunghezza. Il calcar è lungo. Il cariotipo è 2n=26 FNa=36.

## Biologia

### Comportamento
Si rifugia in gruppi di 5-50 individui nelle cavità degli alberi, contrafforti e muri di edifici. Le colonie sono formate da diversi harem, ciascuno composto da un maschio e 1-9 femmine, le quali vengono segnate con le secrezioni odorose prodotte dalle ghiandole alari. L'attività predatoria inizia subito prima del tramonto e avviene negli strati bassi della foresta. Con il sopraggiungere del buio si sposta immediatamente in spazi aperti con abbondanza di insetti.

### Alimentazione
Si nutre di insetti.

### Riproduzione
Danno alla luce un piccolo alla volta dalla fine di maggio a metà giugno. 

## Distribuzione e habitat
Questa specie è diffusa nel Continente americano, dagli stati messicani di Jalisco e Veracruz fino alla Bolivia orientale ed agli stati brasiliani di Amapá, Piauí, Ceará, Bahia e Rio de Janeiro. È inoltre presente sull'isola di Trinidad.
Vive nelle foreste sempreverdi e semi-decidue, lungo i margini forestali e più raramente nelle foreste decidue secche fino a 600 metri di altitudine.

## Conservazione
La IUCN Red List, considerato il vasto areale e la tolleranza alle modifiche ambientali, classifica S.bilineata come specie a rischio minimo (Least Concern)).